# 2,4-Dinitrotoluen
2,4-Dinitrotoluen je organsko i eksplozivno jedinjenje, sa hemijskom formulom C7H6N2O4 koje sadrži 7 atoma ugljenika i ima molekulsku masu od 182,134 . Ova bledo žuta kristalna čvrsta supstanca je dobro poznata kao prekurzor trinitrotoluena (TNT), ali se uglavnom proizvodi kao prekurzor toluen diizocijanata .

## Osobine
| Osobina                  | Vrednost |
| ------------------------ | -------- |
| Broj akceptora vodonika  | 4        |
| Broj donora vodonika     | 0        |
| Broj rotacionih veza     | 2        |
| Particioni koeficijent ( | 2,1      |
| Rastvorljivost (logS, log(mol/L))       | -3,0     |
| Polarna površina (PSA, Å2)  | 91,6     |

## Izomeri dinitrotoluena
Za dinitrotoluen je moguće šest pozicionih izomera. Najčešći je 2,4-dinitrotoluen. Nitriranje toluena daje sekvencijalno mononitrotoluen, DNT i na kraju TNT. 2,4-DNT je glavni proizvod dinitracije, a drugi glavni proizvod je oko 30% 1,3-DN2-T. Nitrovanjem 4-nitrotoluena dobija se 2,4-DNT.

## Aplikacije
Većina DNT-a se koristi u proizvodnji toluen diizocijanata, koji se koristi za proizvodnju fleksibilne poliuretanske pene. DNT se hidrogeniše da bi se dobio 2,4-toluendiamin, koji je zauzvrat fosgeniran da bi se dobio toluen diizocijanat. Na ovaj način se godišnje proizvede oko 1,4 milijarde kilograma, od 1999. do 2000. godine. Ostale upotrebe uključuju industriju eksploziva. Ne koristi se sam kao eksploziv, ali se deo proizvodnje pretvara u TNT.
Dinitrotoluen se često koristi kao plastifikator, odvraćajući premaz i modifikator brzine sagorevanja u pogonskim gorivima (npr. bezdimni barut). Pošto je kancerogen i toksičan, savremene formulacije izbegavaju njegovu upotrebu. U ovoj primeni se često koristi zajedno sa dibutil ftalatom.

## Sinteza
2,4-dinitrotoluen se može sintetizovati nitrovanjem para (4-nitrotoluena) ili orto (2-nitrotoluena) izomera nitrotoluena. U oba slučaja nastaju drugi izomeri dinitrotoluena.
S obzirom na formulu CH3C6H3(NO2)2, postoji šest mogućih izomera dinitrotoluena:
- 2,3-dinitrotoluene
- 2,4-dinitrotoluene
- 2,5-dinitrotoluene
- 2,6-dinitrotoluene
- 3,4-dinitrotoluene
- 3,5-dinitrotoluene

Nitracijom toluena uzastopno nastaje mononitrotoluen, dinitrotoluen i na kraju trinitrotoluen. 2,4-DNT je glavni proizvod nakon druge reakcije nitriranja, drugi proizvod je 2,6-DNT. Nitracijom 4-nitrotoluena dobija se 2,4-DNT.

## Korišćenje
Tehnički dinitrotoluen (DNT) je mešavina nekoliko izomera – 2,4-dinitrotoluena i 2,6-dinitrotoluena. To je žuta amorfna supstanca, rekristalizacijom iz acetona nastaju žuto-beli kristali u obliku igle. Tačka topljenja je 54—56 °C (129—133 °F; 327—329 K). Nerastvorljiv je u vodi, ali rastvorljiv u većini organskih rastvarača. Priprema se reakcijom mononitrotoluena sa smešom koncentrovane sumporne i azotne kiseline koja se naziva nitraciona smeša. Ima svojstva slabog eksploziva - zbog slabe sposobnosti detonacije, ne koristi se kao eksploziv, već se koristi kao komponenta nekih mešanih eksploziva ili kao sirovina za pripremu ekspandiranog eksploziva TNT (trinitrotoluen).

## Toksičnost
Dinitrotolueni su visoko toksični sa graničnom vrednošću (TLV) od 1,5 mg/m³. Konvertuje hemoglobin u methemoglobin.
2,4-dinitrotoluen je takođe na listi opasnog otpada pod 40 CFR 261.24. Broj opasnog otpada Agencije za zaštitu životne sredine Sjedinjenih Država (EPA) je D030. Maksimalna koncentracija koja može sadržati da ne bi imala toksične karakteristike je 0,13 mg/L.

## Literatura
- Clayden, Jonathan; Greeves, Nick; Warren, Stuart; Wothers, Peter (2001). Organic Chemistry (I изд.). Oxford University Press. ISBN 978-0-19-850346-0.
- Smith, Michael B.; March, Jerry (2007). Advanced Organic Chemistry: Reactions, Mechanisms, and Structure (6th изд.). New York: Wiley-Interscience. ISBN 0-471-72091-7.
- Katritzky A.R.; Pozharskii A.F. (2000). Handbook of Heterocyclic Chemistry (Second изд.). Academic Press. ISBN 0080429882.

## Spoljašnje veze
- Tukes, Kemikaalien EU-riskinarviointi ja –vähennys: 2,4-dinitrotolueeni Архивирано на веб-сајту  (4. март 2016) (pdf)
- Toxin and Toxin Target Database (T3DB): 2,4-Dinitrotoluene (језик: енглески)
- Kyoto Encyclopedia of Genes and Genomes (KEGG): 2,4-Dinitrotoluene (језик: енглески)
- ChemBlink: 2,4-Dinitrotoluene (језик: енглески)